# Тень смерти
«Тень смерти» — религиозная картина Уильяма Ханта. Над картиной Хант работал с 1870 по 1873 год, после его второго путешествия в Палестину. Картина изображает молодого Иисуса, вознесшегося над своими хозяевами, когда он работал плотником.

## История

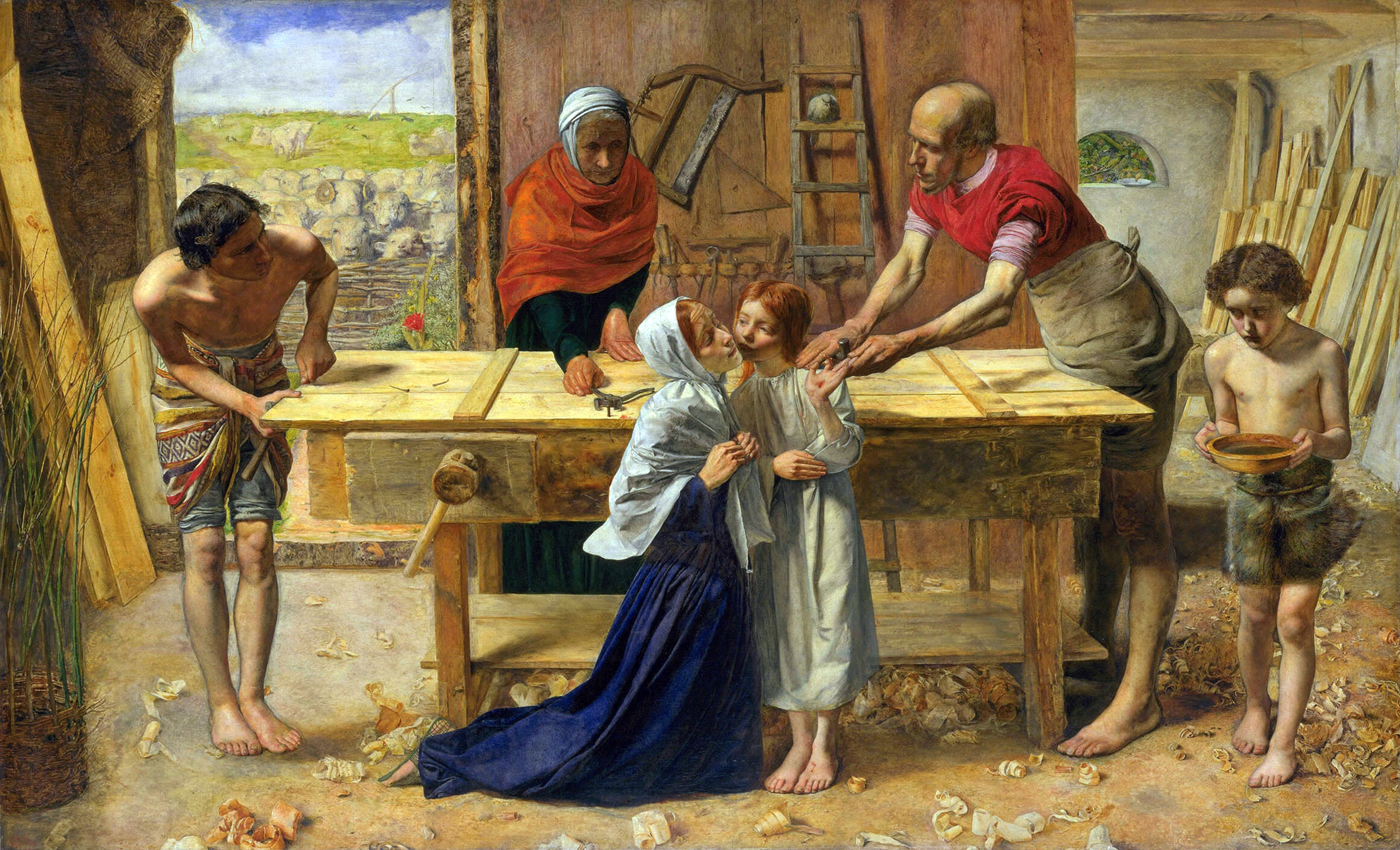
Христос в родительском доме, Эверетт Миллес

В 1850 году другой британский художник Эверетт Миллес уже изображал мальчика-Иисуса подмастерьем (Христос в родительском доме), помогающим своему отцу. На эту картину Миллеса был обрушен шквал критики по причине якобы присутствовавшей моральной нищеты работы. Хант повторил многие черты картины Миллеса, также уделив особое внимание мускулатуре Иисуса.

## Содержание
Изображение Хантом Иисуса как трудолюбивого взрослого ремесленника брало истоки из произведения Томаса Карлайла, который также акцентировал внимание на духовной оценке честного труда. Это также соответствует появлению Мускульного Христианства, представлению авторов Чарльза Кингсли, Томаса Хьюса и тех других, которые продвинули физическую силу и здоровье и преследование христианских идеалов в личной и политической жизни. Карлайл раскритиковал более раннюю работу «Светоч мира» и называл её «папистским» произведением, по причине того, что эта картина показывала Иисуса в царской одежде.
Картина содержит хорошо различимый символизм, который содержится в акценте на роль Христа и его подлинности как Спасителя. В этих особенностях явно прослеживается влияние Эверетта Миллеса, в частности его картины «Victory O Lord!».

## Критика
Критик Френсис Килверт так описывал своё впечатление от картины, когда он впервые увидел её в 1874 году:

Я сожалею о том, что ходил смотреть картину Ханта «Тень смерти». Это была пустая трата денег. Я думаю, что эта картина показная и отвратительная, и надеюсь больше никогда не увидеть её.

Однако, картина имела большой успех и с неё нередко писали копии. 

## Версии
Оригинал был подарен городу Манчестеру в 1883 году и попал в коллекцию Манчестерской художественной галереи в 1873 году, где хранится до сих пор.
Хант также написал уменьшенную версию композиции в 1873 году. Эксперт по творчеству Хант Джудит Бронкхерст описывает ее как «более тяжелую и четкую на вид, чем манчестерская картина». Она была продана за 1,8 миллиона фунтов стерлингов в 1994 году, что на тот момент было самой высокой ценой, заплаченной за картину прерафаэлитов. Хранится в Художественной галерее Лидса. 
Третья и последняя версия была заказана арт-дилерами Thomas Agnew & Sons в марте 1873 года. На протяжении столетия картина переходила из рук в руки, пока в 1994 году ее не приобрел Эндрю Ллойд Уэббер. В 2021 году была продана на аукционе Чикагскому институту искусств. 

## Нападение
В 1913 году суфражистка Лилиан Уильямсон возглавила нападение на Манчестерскую художественную галерею. Она, Эвелин Манеста и Энни Бриггс дождались закрытия галереи, а затем разбили стёкла на многих из самых ценных картин, включая «Тень смерти» – две работы Джона Эверетта Милле и две работы Джорджа Фредерика Уоттса. Сотрудники галереи услышали звук бьющегося стекла, и все трое были задержаны. Уильямсон была приговорена к трём месяцам тюремного заключения.